# 18e étape du Tour d'Italie 2020
Pour un article plus général, voir Tour d'Italie 2020.
La 18e étape du Tour d'Italie 2020 se déroule le jeudi 22 octobre 2020, entre Pinzolo et les Lacs de Cancano, sur une distance de 207 km.

## Parcours
Quatre cols sont à franchir lors de cette étape, ce qui en fait la plus forte en dénivelé de l'édition du Giro 2020.

## Déroulement de la course
Lors de l'étape-reine, alors que Visconti est non-partant, les équipes Sunweb puis Ineos font exploser le groupe des favoris dans le col du Stelvio. Domenico Pozzovivo est le premier favoris à craquer, puis le maillot rose est distancé à plus de 10 km du sommet. Un kilomètre plus loin, Rohan Dennis n'est plus suivi que par son leader Tao Geoghegan Hart et le duo Kelderman-Hindley. Wilco Kelderman va ensuite lui aussi être lâché. Dernier rescapé de l'échappée matinale, Ben O'Connor est déposé par les différents groupes de favoris. Geoghegan Hart remporte le second sprint intermédiaire et les bonifications qui vont avec, devant Dennis et Hindley. Dennis se relève dès le pied de l'ascension finale. Kelderman est repris dès les premières pentes de la montée par Peio Bilbao et Jakob Fuglsang. Bilbao va se lancer à moins de 7 km de l'arrivée à la poursuite du duo de tête et parvient à réduire l'écart à une cinquantaine de secondes. Hindley s'en va  ensuite lever les bras, devançant au sprint Geoghegan Hart. Bilbao termine à 46 secondes, Fuglsang à 1 minute 25, Kelderman à 2 minutes 18, Patrick Konrad à 4 minutes 04, João Almeida, Vincenzo Nibali et Hermann Persteiner à 4 minutes 51, Fausto Masnada à 4 minutes 55, Rafał Majka à 6 minutes 43 et Domenico Pozzovivo à 8 minutes 17. Le classement général est chamboulé par cette étape. Kelderman s'empare du maillot rose, avec 12 secondes d'avance sur Hindley, qui devient le meilleur jeune de la course (alors qu'il portait déjà le maillot blanc, à la place d'Almeida), 15 sur Geoghegan Hart et 1 minute 19 sur Bilbao. Almeida chute à la 5e place du classement, à 2 minutes 16 du leader, tandis que Fuglsang remonte au 6e rang, à 3 minutes 59. Konrad, Nibali, Masnada et Majka complètent le Top 10, avec respectivement 5 minutes 40, 5 minutes 47, 6 minutes 46 et 7 minutes 28 de retard. Domenico Pozzovivo dégringole à la 12e place, à 9 minutes 34 du maillot rose.

## Résultats

### Classement de l'étape
| \| Classement de l'étape \| Classement de l'étape \| Classement de l'étape \| Classement de l'étape \| Classement de l'étape \| \| Coureur \| Coureur \| Pays \| Équipe \| Temps \| \| --------------------- \| --------------------- \| --------------------- \| --------------------- \| --------------------- \| \| 1er \| Jai Hindley \| Australie \| Team Sunweb \| 6 h 03 min 03 s \| \| 2e \| Tao Geoghegan Hart \| Royaume-Uni \| Ineos Grenadiers \| + 0 s \| \| 3e \| Pello Bilbao \| Espagne \| Bahrain McLaren \| + 46 s \| \| 4e \| Jakob Fuglsang \| Danemark \| Astana \| + 1 min 25 s \| \| 5e \| Wilco Kelderman \| Pays-Bas \| Team Sunweb \| + 2 min 18 s \| \| 6e \| Patrick Konrad \| Autriche \| Bora-Hansgrohe \| + 4 min 04 s \| \| 7e \| João Almeida \| Portugal \| Deceuninck-Quick Step \| + 4 min 51 s \| \| 8e \| Vincenzo Nibali \| Italie \| Trek-Segafredo \| + 4 min 51 s \| \| 9e \| Hermann Pernsteiner \| Autriche \| Bahrain McLaren \| + 4 min 51 s \| \| 10e \| Fausto Masnada \| Italie \| Deceuninck-Quick Step \| + 4 min 55 s \| |                     |             |                       |                 |
| |                     |             |                       |                 |
| Source : ProCyclingStats |                     |             |                       |                 |
| Classement de l'étape |                     |             |                       |                 |
| Coureur | Coureur             | Pays        | Équipe                | Temps           |
| 1er | Jai Hindley         | Australie   | Team Sunweb           | 6 h 03 min 03 s |
| 2e | Tao Geoghegan Hart  | Royaume-Uni | Ineos Grenadiers      | + 0 s           |
| 3e | Pello Bilbao        | Espagne     | Bahrain McLaren       | + 46 s          |
| 4e | Jakob Fuglsang      | Danemark    | Astana                | + 1 min 25 s    |
| 5e | Wilco Kelderman     | Pays-Bas    | Team Sunweb           | + 2 min 18 s    |
| 6e | Patrick Konrad      | Autriche    | Bora-Hansgrohe        | + 4 min 04 s    |
| 7e | João Almeida        | Portugal    | Deceuninck-Quick Step | + 4 min 51 s    |
| 8e | Vincenzo Nibali     | Italie      | Trek-Segafredo        | + 4 min 51 s    |
| 9e | Hermann Pernsteiner | Autriche    | Bahrain McLaren       | + 4 min 51 s    |
| 10e | Fausto Masnada      | Italie      | Deceuninck-Quick Step | + 4 min 55 s    |

### Points attribués pour le classement par points
| Sprint intermédiaire Prato allo Stelvio (km 144,5) | Sprint intermédiaire Prato allo Stelvio (km 144,5) | Sprint intermédiaire Prato allo Stelvio (km 144,5) | Sprint intermédiaire Prato allo Stelvio (km 144,5) | Sprint intermédiaire Prato allo Stelvio (km 144,5) |
| -------------------------------------------------- | -------------------------------------------------- | -------------------------------------------------- | -------------------------------------------------- | -------------------------------------------------- |
|                                                    | Coureur                                            | Pays                                               | Équipe                                             | Point(s)                                           |
| 1er                                                | Thomas De Gendt                                    | Belgique                                           | Lotto-Soudal                                       | 12                                                 |
| 2e                                                 | Ben Swift                                          | Royaume-Uni                                        | Ineos Grenadiers                                   | 8                                                  |
| 3e                                                 | Filippo Ganna                                      | Italie                                             | Ineos Grenadiers                                   | 6                                                  |
| 4e                                                 | Dario Cataldo                                      | Italie                                             | Movistar                                           | 5                                                  |
| 5e                                                 | Ben O'Connor                                       | Australie                                          | NTT Pro Cycling                                    | 4                                                  |
| 6e                                                 | Daniel Navarro                                     | Espagne                                            | Israel Start-Up Nation                             | 3                                                  |
| 7e                                                 | Antonio Pedrero                                    | Espagne                                            | Movistar                                           | 2                                                  |
| 8e                                                 | Ruben Guerreiro                                    | Portugal                                           | EF Pro Cycling                                     | 1                                                  |
| modifier                                           |                                                    |                                                    |                                                    |                                                    |

| Arrivée d'étape Laghi di Cancano (km 207) | Arrivée d'étape Laghi di Cancano (km 207) | Arrivée d'étape Laghi di Cancano (km 207) | Arrivée d'étape Laghi di Cancano (km 207) | Arrivée d'étape Laghi di Cancano (km 207) |
| ----------------------------------------- | ----------------------------------------- | ----------------------------------------- | ----------------------------------------- | ----------------------------------------- |
|                                           | Coureur                                   | Pays                                      | Équipe                                    | Point(s)                                  |
| 1er                                       | Jai Hindley                               | Australie                                 | Sunweb                                    | 15                                        |
| 2e                                        | Tao Geoghegan Hart                        | Royaume-Uni                               | Ineos Grenadiers                          | 12                                        |
| 3e                                        | Peio Bilbao                               | Espagne                                   | Bahrain-McLaren                           | 9                                         |
| 4e                                        | Jakob Fuglsang                            | Danemark                                  | Astana                                    | 7                                         |
| 5e                                        | Wilco Kelderman                           | Pays-Bas                                  | Sunweb                                    | 6                                         |
| 6e                                        | Patrick Konrad                            | Autriche                                  | Bora-Hansgrohe                            | 5                                         |
| 7e                                        | João Almeida                              | Portugal                                  | Deceuninck-Quick Step                     | 4                                         |
| 8e                                        | Vincenzo Nibali                           | Italie                                    | Trek-Segafredo                            | 3                                         |
| 9e                                        | Hermann Pernsteiner                       | Autriche                                  | Bahrain-McLaren                           | 2                                         |
| 10e                                       | Fausto Masnada                            | Italie                                    | Deceuninck-Quick Step                     | 1                                         |
| modifier                                  |                                           |                                           |                                           |                                           |

### Points attribués pour le classement du meilleur grimpeur
| Campo Carlo Magno (km 14) 2e catégorie (14,2 km à 5,8%) | Campo Carlo Magno (km 14) 2e catégorie (14,2 km à 5,8%) | Campo Carlo Magno (km 14) 2e catégorie (14,2 km à 5,8%) | Campo Carlo Magno (km 14) 2e catégorie (14,2 km à 5,8%) | Campo Carlo Magno (km 14) 2e catégorie (14,2 km à 5,8%) |
| ------------------------------------------------------- | ------------------------------------------------------- | ------------------------------------------------------- | ------------------------------------------------------- | ------------------------------------------------------- |
|                                                         | Coureur                                                 | Pays                                                    | Équipe                                                  | Point(s)                                                |
| 1er                                                     | Ruben Guerreiro                                         | Portugal                                                | EF Pro Cycling                                          | 18                                                      |
| 2e                                                      | Ben O'Connor                                            | Australie                                               | NTT Pro Cycling                                         | 8                                                       |
| 3e                                                      | Dario Cataldo                                           | Italie                                                  | Movistar                                                | 6                                                       |
| 4e                                                      | Stéphane Rossetto                                       | France                                                  | Cofidis                                                 | 4                                                       |
| 5e                                                      | Joe Dombrowski                                          | États-Unis                                              | UAE Emirates                                            | 2                                                       |
| 6e                                                      | Domen Novak                                             | Slovénie                                                | Bahrain-McLaren                                         | 1                                                       |
| modifier                                                |                                                         |                                                         |                                                         |                                                         |

| Hofmahdjoch (km 65,9) 1re catégorie (8,6 km à 8,9%) | Hofmahdjoch (km 65,9) 1re catégorie (8,6 km à 8,9%) | Hofmahdjoch (km 65,9) 1re catégorie (8,6 km à 8,9%) | Hofmahdjoch (km 65,9) 1re catégorie (8,6 km à 8,9%) | Hofmahdjoch (km 65,9) 1re catégorie (8,6 km à 8,9%) |
| --------------------------------------------------- | --------------------------------------------------- | --------------------------------------------------- | --------------------------------------------------- | --------------------------------------------------- |
|                                                     | Coureur                                             | Pays                                                | Équipe                                              | Point(s)                                            |
| 1er                                                 | Thomas De Gendt                                     | Belgique                                            | Lotto-Soudal                                        | 40                                                  |
| 2e                                                  | Ruben Guerreiro                                     | Portugal                                            | EF Pro Cycling                                      | 18                                                  |
| 3e                                                  | Stéphane Rossetto                                   | France                                              | Cofidis                                             | 12                                                  |
| 4e                                                  | Joe Dombrowski                                      | États-Unis                                          | UAE Emirates                                        | 9                                                   |
| 5e                                                  | Louis Meintjes                                      | Afrique du Sud                                      | NTT Pro Cycling                                     | 6                                                   |
| 6e                                                  | Ben O'Connor                                        | Australie                                           | NTT Pro Cycling                                     | 4                                                   |
| 7e                                                  | Dario Cataldo                                       | Italie                                              | Movistar                                            | 2                                                   |
| 8e                                                  | Matthew Holmes                                      | Royaume-Uni                                         | Lotto-Soudal                                        | 1                                                   |
| modifier                                            |                                                     |                                                     |                                                     |                                                     |

| Col du Stelvio (km 169,4) Cima Coppi (24,8 km à 7,4%) | Col du Stelvio (km 169,4) Cima Coppi (24,8 km à 7,4%) | Col du Stelvio (km 169,4) Cima Coppi (24,8 km à 7,4%) | Col du Stelvio (km 169,4) Cima Coppi (24,8 km à 7,4%) | Col du Stelvio (km 169,4) Cima Coppi (24,8 km à 7,4%) |
| ----------------------------------------------------- | ----------------------------------------------------- | ----------------------------------------------------- | ----------------------------------------------------- | ----------------------------------------------------- |
|                                                       | Coureur                                               | Pays                                                  | Équipe                                                | Point(s)                                              |
| 1er                                                   | Rohan Dennis                                          | Australie                                             | Ineos Grenadiers                                      | 50                                                    |
| 2e                                                    | Tao Geoghegan Hart                                    | Royaume-Uni                                           | Ineos Grenadiers                                      | 30                                                    |
| 3e                                                    | Jai Hindley                                           | Australie                                             | Sunweb                                                | 20                                                    |
| 4e                                                    | Wilco Kelderman                                       | Pays-Bas                                              | Sunweb                                                | 14                                                    |
| 5e                                                    | Peio Bilbao                                           | Espagne                                               | Bahrain-McLaren                                       | 10                                                    |
| 6e                                                    | Jakob Fuglsang                                        | Danemark                                              | Astana                                                | 6                                                     |
| 7e                                                    | Vincenzo Nibali                                       | Italie                                                | Trek-Segafredo                                        | 4                                                     |
| 8e                                                    | Domen Novak                                           | Slovénie                                              | Bahrain-McLaren                                       | 2                                                     |
| 9e                                                    | João Almeida                                          | Portugal                                              | Deceuninck-Quick Step                                 | 1                                                     |
| modifier                                              |                                                       |                                                       |                                                       |                                                       |

| Torri di Fraele (km 205,1) 1re catégorie (9,0 km à 6,8%) | Torri di Fraele (km 205,1) 1re catégorie (9,0 km à 6,8%) | Torri di Fraele (km 205,1) 1re catégorie (9,0 km à 6,8%) | Torri di Fraele (km 205,1) 1re catégorie (9,0 km à 6,8%) | Torri di Fraele (km 205,1) 1re catégorie (9,0 km à 6,8%) |
| -------------------------------------------------------- | -------------------------------------------------------- | -------------------------------------------------------- | -------------------------------------------------------- | -------------------------------------------------------- |
|                                                          | Coureur                                                  | Pays                                                     | Équipe                                                   | Point(s)                                                 |
| 1er                                                      | Tao Geoghegan Hart                                       | Royaume-Uni                                              | Ineos Grenadiers                                         | 40                                                       |
| 2e                                                       | Jai Hindley                                              | Australie                                                | Sunweb                                                   | 18                                                       |
| 3e                                                       | Peio Bilbao                                              | Espagne                                                  | Bahrain-McLaren                                          | 12                                                       |
| 4e                                                       | Jakob Fuglsang                                           | Danemark                                                 | Astana                                                   | 9                                                        |
| 5e                                                       | Wilco Kelderman                                          | Pays-Bas                                                 | Sunweb                                                   | 6                                                        |
| 6e                                                       | Patrick Konrad                                           | Autriche                                                 | Bora-Hansgrohe                                           | 4                                                        |
| 7e                                                       | João Almeida                                             | Portugal                                                 | Deceuninck-Quick Step                                    | 2                                                        |
| 8e                                                       | Hermann Pernsteiner                                      | Autriche                                                 | Bahrain-McLaren                                          | 1                                                        |
| modifier                                                 |                                                          |                                                          |                                                          |                                                          |

### Points attribués pour le classement des sprints intermédiaires
| Sprint intermédiaire Prato allo Stelvio (km 144,5) | Sprint intermédiaire Prato allo Stelvio (km 144,5) | Sprint intermédiaire Prato allo Stelvio (km 144,5) | Sprint intermédiaire Prato allo Stelvio (km 144,5) | Sprint intermédiaire Prato allo Stelvio (km 144,5) |
| -------------------------------------------------- | -------------------------------------------------- | -------------------------------------------------- | -------------------------------------------------- | -------------------------------------------------- |
|                                                    | Coureur                                            | Pays                                               | Équipe                                             | Point(s)                                           |
| 1er                                                | Thomas De Gendt                                    | Belgique                                           | Lotto-Soudal                                       | 10                                                 |
| 2e                                                 | Ben Swift                                          | Royaume-Uni                                        | Ineos Grenadiers                                   | 6                                                  |
| 3e                                                 | Filippo Ganna                                      | Italie                                             | Ineos Grenadiers                                   | 3                                                  |
| 4e                                                 | Dario Cataldo                                      | Italie                                             | Movistar                                           | 2                                                  |
| 5e                                                 | Ben O'Connor                                       | Australie                                          | NTT Pro Cycling                                    | 1                                                  |
| modifier                                           |                                                    |                                                    |                                                    |                                                    |

| Sprint intermédiaire Isolaccia (km 196,4) | Sprint intermédiaire Isolaccia (km 196,4) | Sprint intermédiaire Isolaccia (km 196,4) | Sprint intermédiaire Isolaccia (km 196,4) | Sprint intermédiaire Isolaccia (km 196,4) |
| ----------------------------------------- | ----------------------------------------- | ----------------------------------------- | ----------------------------------------- | ----------------------------------------- |
|                                           | Coureur                                   | Pays                                      | Équipe                                    | Point(s)                                  |
| 1er                                       | Tao Geoghegan Hart                        | Royaume-Uni                               | Ineos Grenadiers                          | 10                                        |
| 2e                                        | Rohan Dennis                              | Australie                                 | Ineos Grenadiers                          | 6                                         |
| 3e                                        | Jai Hindley                               | Australie                                 | Sunweb                                    | 3                                         |
| 4e                                        | Wilco Kelderman                           | Australie                                 | Sunweb                                    | 2                                         |
| 5e                                        | Peio Bilbao                               | Espagne                                   | Bahrain-McLaren                           | 1                                         |
| modifier                                  |                                           |                                           |                                           |                                           |

### Bonifications
|   | Coureur            | Pays        | Équipe           | Secondes |
| - | ------------------ | ----------- | ---------------- | -------- |
| 1 | Tao Geoghegan Hart | Royaume-Uni | Ineos Grenadiers | 3 s      |
| 2 | Rohan Dennis       | Australie   | Ineos Grenadiers | 2 s      |
| 3 | Jai Hindley        | Australie   | Sunweb           | 1 s      |

|   | Coureur            | Pays        | Équipe           | Secondes |
| - | ------------------ | ----------- | ---------------- | -------- |
| 1 | Jai Hindley        | Australie   | Sunweb           | 10 s     |
| 2 | Tao Geoghegan Hart | Royaume-Uni | Ineos Grenadiers | 6 s      |
| 3 | Peio Bilbao        | Espagne     | Bahrain-McLaren  | 4 s      |

## Classements à l'issue de l'étape

### Classement général
| \| Classement général \| Classement général \| Classement général \| Classement général \| Classement général \| \| Coureur \| Coureur \| Pays \| Équipe \| Temps \| \| ------------------ \| ------------------ \| ------------------ \| --------------------- \| ------------------ \| \| 1er \| Wilco Kelderman \| Pays-Bas \| Team Sunweb \| 77 h 46 min 56 s \| \| 2e \| Jai Hindley \| Australie \| Team Sunweb \| + 12 s \| \| 3e \| Tao Geoghegan Hart \| Royaume-Uni \| Ineos Grenadiers \| + 15 s \| \| 4e \| Pello Bilbao \| Espagne \| Bahrain McLaren \| + 1 min 19 s \| \| 5e \| João Almeida \| Portugal \| Deceuninck-Quick Step \| + 2 min 16 s \| \| 6e \| Jakob Fuglsang \| Danemark \| Astana \| + 3 min 59 s \| \| 7e \| Patrick Konrad \| Autriche \| Bora-Hansgrohe \| + 5 min 40 s \| \| 8e \| Vincenzo Nibali \| Italie \| Trek-Segafredo \| + 5 min 48 s \| \| 9e \| Fausto Masnada \| Italie \| Deceuninck-Quick Step \| + 6 min 46 s \| \| 10e \| Rafał Majka \| Pologne \| Bora-Hansgrohe \| + 7 min 28 s \| |                    |             |                       |                  |
| |                    |             |                       |                  |
| Source : ProCyclingStats |                    |             |                       |                  |
| Classement général |                    |             |                       |                  |
| Coureur | Coureur            | Pays        | Équipe                | Temps            |
| 1er | Wilco Kelderman    | Pays-Bas    | Team Sunweb           | 77 h 46 min 56 s |
| 2e | Jai Hindley        | Australie   | Team Sunweb           | + 12 s           |
| 3e | Tao Geoghegan Hart | Royaume-Uni | Ineos Grenadiers      | + 15 s           |
| 4e | Pello Bilbao       | Espagne     | Bahrain McLaren       | + 1 min 19 s     |
| 5e | João Almeida       | Portugal    | Deceuninck-Quick Step | + 2 min 16 s     |
| 6e | Jakob Fuglsang     | Danemark    | Astana                | + 3 min 59 s     |
| 7e | Patrick Konrad     | Autriche    | Bora-Hansgrohe        | + 5 min 40 s     |
| 8e | Vincenzo Nibali    | Italie      | Trek-Segafredo        | + 5 min 48 s     |
| 9e | Fausto Masnada     | Italie      | Deceuninck-Quick Step | + 6 min 46 s     |
| 10e | Rafał Majka        | Pologne     | Bora-Hansgrohe        | + 7 min 28 s     |

| Classement par points | Classement par points | Classement par points | Classement par points       | Classement par points |
| Coureur               | Coureur               | Pays                  | Équipe                      | Points                |
| --------------------- | --------------------- | --------------------- | --------------------------- | --------------------- |
| 1er                   | Arnaud Démare         | France                | Groupama-FDJ                | 221 pts               |
| 2e                    | Peter Sagan           | Slovaquie             | Bora-Hansgrohe              | 184 pts               |
| 3e                    | João Almeida          | Portugal              | Deceuninck-Quick Step       | 90 pts                |
| 4e                    | Diego Ulissi          | Italie                | UAE Team Emirates           | 77 pts                |
| 5e                    | Filippo Ganna         | Italie                | Ineos Grenadiers            | 72 pts                |
| 6e                    | Andrea Vendrame       | Italie                | AG2R La Mondiale            | 66 pts                |
| 7e                    | Patrick Konrad        | Autriche              | Bora-Hansgrohe              | 56 pts                |
| 8e                    | Tao Geoghegan Hart    | Royaume-Uni           | Ineos Grenadiers            | 51 pts                |
| 9e                    | Simon Pellaud         | Suisse                | Androni Giocattoli-Sidermec | 50 pts                |
| 10e                   | Thomas De Gendt       | Belgique              | Lotto-Soudal                | 48 pts                |

| Classement par points | Classement par points | Classement par points | Classement par points       | Classement par points |
| Coureur               | Coureur               | Pays                  | Équipe                      | Points                |
| --------------------- | --------------------- | --------------------- | --------------------------- | --------------------- |
| 1er                   | Arnaud Démare         | France                | Groupama-FDJ                | 221 pts               |
| 2e                    | Peter Sagan           | Slovaquie             | Bora-Hansgrohe              | 184 pts               |
| 3e                    | João Almeida          | Portugal              | Deceuninck-Quick Step       | 90 pts                |
| 4e                    | Diego Ulissi          | Italie                | UAE Team Emirates           | 77 pts                |
| 5e                    | Filippo Ganna         | Italie                | Ineos Grenadiers            | 72 pts                |
| 6e                    | Andrea Vendrame       | Italie                | AG2R La Mondiale            | 66 pts                |
| 7e                    | Patrick Konrad        | Autriche              | Bora-Hansgrohe              | 56 pts                |
| 8e                    | Tao Geoghegan Hart    | Royaume-Uni           | Ineos Grenadiers            | 51 pts                |
| 9e                    | Simon Pellaud         | Suisse                | Androni Giocattoli-Sidermec | 50 pts                |
| 10e                   | Thomas De Gendt       | Belgique              | Lotto-Soudal                | 48 pts                |

| Classement de la montagne | Classement de la montagne | Classement de la montagne | Classement de la montagne | Classement de la montagne |
| Coureur                   | Coureur                   | Pays                      | Équipe                    | Points                    |
| ------------------------- | ------------------------- | ------------------------- | ------------------------- | ------------------------- |
| 1er                       | Ruben Guerreiro           | Portugal                  | EF Pro Cycling            | 234 pts                   |
| 2e                        | Thomas De Gendt           | Belgique                  | Lotto-Soudal              | 122 pts                   |
| 3e                        | Tao Geoghegan Hart        | Royaume-Uni               | Ineos Grenadiers          | 115 pts                   |
| 4e                        | Rohan Dennis              | Australie                 | Ineos Grenadiers          | 103 pts                   |
| 5e                        | Ben O'Connor              | Australie                 | NTT Pro Cycling           | 71 pts                    |
| 6e                        | Wilco Kelderman           | Pays-Bas                  | Team Sunweb               | 54 pts                    |
| 7e                        | Jai Hindley               | Australie                 | Team Sunweb               | 52 pts                    |
| 8e                        | Filippo Ganna             | Italie                    | Ineos Grenadiers          | 48 pts                    |
| 9e                        | Jonathan Castroviejo      | Espagne                   | Ineos Grenadiers          | 45 pts                    |
| 10e                       | Jonathan Caicedo          | Équateur                  | EF Pro Cycling            | 40 pts                    |

| Classement de la montagne | Classement de la montagne | Classement de la montagne | Classement de la montagne | Classement de la montagne |
| Coureur                   | Coureur                   | Pays                      | Équipe                    | Points                    |
| ------------------------- | ------------------------- | ------------------------- | ------------------------- | ------------------------- |
| 1er                       | Ruben Guerreiro           | Portugal                  | EF Pro Cycling            | 234 pts                   |
| 2e                        | Thomas De Gendt           | Belgique                  | Lotto-Soudal              | 122 pts                   |
| 3e                        | Tao Geoghegan Hart        | Royaume-Uni               | Ineos Grenadiers          | 115 pts                   |
| 4e                        | Rohan Dennis              | Australie                 | Ineos Grenadiers          | 103 pts                   |
| 5e                        | Ben O'Connor              | Australie                 | NTT Pro Cycling           | 71 pts                    |
| 6e                        | Wilco Kelderman           | Pays-Bas                  | Team Sunweb               | 54 pts                    |
| 7e                        | Jai Hindley               | Australie                 | Team Sunweb               | 52 pts                    |
| 8e                        | Filippo Ganna             | Italie                    | Ineos Grenadiers          | 48 pts                    |
| 9e                        | Jonathan Castroviejo      | Espagne                   | Ineos Grenadiers          | 45 pts                    |
| 10e                       | Jonathan Caicedo          | Équateur                  | EF Pro Cycling            | 40 pts                    |

| Classement du meilleur jeune | Classement du meilleur jeune | Classement du meilleur jeune | Classement du meilleur jeune | Classement du meilleur jeune |
| Coureur                      | Coureur                      | Pays                         | Équipe                       | Temps                        |
| ---------------------------- | ---------------------------- | ---------------------------- | ---------------------------- | ---------------------------- |
| 1er                          | Jai Hindley                  | Australie                    | Team Sunweb                  | 77 h 47 min 08 s             |
| 2e                           | Tao Geoghegan Hart           | Royaume-Uni                  | Ineos Grenadiers             | + 3 s                        |
| 3e                           | João Almeida                 | Portugal                     | Deceuninck-Quick Step        | + 2 min 04 s                 |
| 4e                           | Sergio Samitier              | Espagne                      | Movistar Team                | + 26 min 00 s                |
| 5e                           | Brandon McNulty              | États-Unis                   | UAE Team Emirates            | + 33 min 00 s                |
| 6e                           | James Knox                   | Royaume-Uni                  | Deceuninck-Quick Step        | + 34 min 37 s                |
| 7e                           | Aurélien Paret-Peintre       | France                       | AG2R La Mondiale             | + 40 min 59 s                |
| 8e                           | Sam Oomen                    | Pays-Bas                     | Team Sunweb                  | + 53 min 33 s                |
| 9e                           | Ben O'Connor                 | Australie                    | NTT Pro Cycling              | + 1 h 00 min 00 s            |
| 10e                          | Matteo Fabbro                | Italie                       | Bora-Hansgrohe               | + 1 h 00 min 46 s            |

| Classement du meilleur jeune | Classement du meilleur jeune | Classement du meilleur jeune | Classement du meilleur jeune | Classement du meilleur jeune |
| Coureur                      | Coureur                      | Pays                         | Équipe                       | Temps                        |
| ---------------------------- | ---------------------------- | ---------------------------- | ---------------------------- | ---------------------------- |
| 1er                          | Jai Hindley                  | Australie                    | Team Sunweb                  | 77 h 47 min 08 s             |
| 2e                           | Tao Geoghegan Hart           | Royaume-Uni                  | Ineos Grenadiers             | + 3 s                        |
| 3e                           | João Almeida                 | Portugal                     | Deceuninck-Quick Step        | + 2 min 04 s                 |
| 4e                           | Sergio Samitier              | Espagne                      | Movistar Team                | + 26 min 00 s                |
| 5e                           | Brandon McNulty              | États-Unis                   | UAE Team Emirates            | + 33 min 00 s                |
| 6e                           | James Knox                   | Royaume-Uni                  | Deceuninck-Quick Step        | + 34 min 37 s                |
| 7e                           | Aurélien Paret-Peintre       | France                       | AG2R La Mondiale             | + 40 min 59 s                |
| 8e                           | Sam Oomen                    | Pays-Bas                     | Team Sunweb                  | + 53 min 33 s                |
| 9e                           | Ben O'Connor                 | Australie                    | NTT Pro Cycling              | + 1 h 00 min 00 s            |
| 10e                          | Matteo Fabbro                | Italie                       | Bora-Hansgrohe               | + 1 h 00 min 46 s            |

| Classement par équipes | Classement par équipes | Classement par équipes | Classement par équipes |
| Équipe                 | Équipe                 | Pays                   | Temps                  |
| ---------------------- | ---------------------- | ---------------------- | ---------------------- |
| 1re                    | Ineos Grenadiers       | Royaume-Uni            | 233 h 28 min 48 s      |
| 2e                     | Bahrain McLaren        | Bahreïn                | + 28 min 01 s          |
| 3e                     | Team Sunweb            | Allemagne              | + 28 min 37 s          |
| 4e                     | Deceuninck-Quick Step  | Belgique               | + 34 min 56 s          |
| 5e                     | Bora-Hansgrohe         | Allemagne              | + 51 min 45 s          |
| 6e                     | Astana                 | Kazakhstan             | + 1 h 51 min 58 s      |
| 7e                     | NTT Pro Cycling        | Afrique du Sud         | + 1 h 55 min 52 s      |
| 8e                     | AG2R La Mondiale       | France                 | + 1 h 59 min 25 s      |
| 9e                     | Movistar Team          | Espagne                | + 2 h 05 min 30 s      |
| 10e                    | Trek-Segafredo         | États-Unis             | + 2 h 39 min 52 s      |

| Classement par équipes | Classement par équipes | Classement par équipes | Classement par équipes |
| Équipe                 | Équipe                 | Pays                   | Temps                  |
| ---------------------- | ---------------------- | ---------------------- | ---------------------- |
| 1re                    | Ineos Grenadiers       | Royaume-Uni            | 233 h 28 min 48 s      |
| 2e                     | Bahrain McLaren        | Bahreïn                | + 28 min 01 s          |
| 3e                     | Team Sunweb            | Allemagne              | + 28 min 37 s          |
| 4e                     | Deceuninck-Quick Step  | Belgique               | + 34 min 56 s          |
| 5e                     | Bora-Hansgrohe         | Allemagne              | + 51 min 45 s          |
| 6e                     | Astana                 | Kazakhstan             | + 1 h 51 min 58 s      |
| 7e                     | NTT Pro Cycling        | Afrique du Sud         | + 1 h 55 min 52 s      |
| 8e                     | AG2R La Mondiale       | France                 | + 1 h 59 min 25 s      |
| 9e                     | Movistar Team          | Espagne                | + 2 h 05 min 30 s      |
| 10e                    | Trek-Segafredo         | États-Unis             | + 2 h 39 min 52 s      |

## Non-partants et abandons
- Giovanni Visconti (Vini Zabù-KTM) : non-partant
- Manuele Boaro (Astana) : abandon